# Pal·lidesa
La pal·lidesa és presenta quan hi ha una quantitat reduïda d'oxihemoglobina a la pell o les mucoses, un color pàl·lid que pot ser causat per una malaltia (com l'anèmia), un xoc emocional o l'estrès, o l'ús d'estimulants.
La pal·lidesa és més evident a la cara, als palmells i a les mucoses. Es pot desenvolupar sobtadament o gradualment, depenent de la causa. Normalment, no és clínicament significativa, tret que vagi acompanyada d'una pal·lidesa general (llavis, llengua, palmells, boca i altres regions amb membranes mucoses). Es distingeix de presentacions similars, com la hipopigmentació (falta o pèrdua de pigmentació de la pell) o, simplement, una pell clara.